# مگس‌گیر بهشتی آنوبون
مگس‌گیر بهشتی آنوبون (نام علمی: Terpsiphone smithii) نام یک گونه از سرده مگس‌گیر بهشتی است.